# Liste der Einträge im National Register of Historic Places im Macon County (Illinois)

Lage des Macon County in Illinois

Die Liste der Einträge im National Register of Historic Places im Macon County in Illinois führt alle Bauwerke und historischen Stätten im Macon County auf, die in das National Register of Historic Places aufgenommen wurden.

## Legende
| NRHP | Historic Place    |
| HD   | Historic District |

## Aktuelle Einträge
| [ 2 ] | Name                                               | Bild                                               | Eintragsdatum        | Lage | Ort        | Beschreibung |
| ----- | -------------------------------------------------- | -------------------------------------------------- | -------------------- | --- | ---------- | ------------ |
| 1     | Decatur Downtown Historic District                 | Decatur Downtown Historic District                 | 1985 ID-Nr. 85001011 | Merchant Street, North Street, Water Street, Wood Street und Church Street 39° 50′ 32″ N, 88° 57′ 20″ W                                                            | Decatur    |              |
| 2     | Decatur Historic District                          | Decatur Historic District                          | 1976 ID-Nr. 76000719 | Abgegrenzt durch Hayward Street, El Dorado Street, Church Street und Lincoln Park Drive 39° 50′ 21″ N, 88° 57′ 47″ W                                               | Decatur    |              |
| 3     | James Millikin House                               | James Millikin House                               | 1974 ID-Nr. 74000765 | 125 North Pine Street 39° 50′ 31″ N, 88° 58′ 1″ W | Decatur    |              |
| 4     | Roosevelt Junior High School                       | Roosevelt Junior High School                       | 2002 ID-Nr. 02000462 | 701 West Grand Avenue 39° 51′ 23″ N, 88° 57′ 54″ W | Decatur    |              |
| 5     | Transfer House                                     | Transfer House                                     | 2002 ID-Nr. 02000843 | 1 Central Park East 39° 50′ 40″ N, 88° 57′ 15″ W | Decatur    |              |
| 6     | Trobaugh-Good House                                | Trobaugh-Good House                                | 1996 ID-Nr. 96000858 | 1495 Brozio Lane 39° 47′ 47″ N, 89° 0′ 39″ W | Decatur    |              |
| 7     | Eli Ulery House                                    | Eli Ulery House                                    | 1979 ID-Nr. 79000854 | Südöstlich von Mount Zion 39° 45′ 48″ N, 88° 50′ 7″ W | Mount Zion |              |
| 8     | Union Church                                       | Union Church                                       | 1999 ID-Nr. 99000588 | Rund 4 km südöstlich von Oreana an der Kirby Road 39° 55′ 13″ N, 88° 50′ 52″ W                                                                                     | Oreana     |              |
| 9     | Wabash Railroad Station and Railway Express Agency | Wabash Railroad Station and Railway Express Agency | 1994 ID-Nr. 94000029 | 780 East Cerro Gordo Street 39° 50′ 50″ N, 88° 56′ 47″ W | Decatur    |              |
| 10    | West End Historic District                         | West End Historic District                         | 2002 ID-Nr. 02001444 | Abgegrenzt durch South Fairview Avenue, Park Place, Fairview Park, Westdale Avenue, West Main Street, Glencoe Avenue und Sunset Avenue 39° 50′ 29″ N, 88° 59′ 6″ W | Decatur    |              |